# Siphona reducta
Siphona reducta là một loài ruồi trong họ Tachinidae.